# Ivo Režek
Ivo Režek (Varaždin 22. svibnja 1898. - Zagreb 2. rujna 1979.) hrvatski akademski slikar i karikaturist.

## Životopis
Roditelji su mu Antun i Viktorija, otac iz Varaždina, majka iz Čakovca. U osnovnu školu i gimnaziju išao je u Varaždinu (baka je željela da joj unuk pohađa mađarsku gimnaziju u Čakovcu i postane službenik na željeznici), no roditelji su poduprli njegovu želju da se bavi slikarstvom. U listopadu 1915. upisuje se na Višu školu za umjetnost i umjetni obrt u Zagrebu (danas Akademija likovnih umjetnosti u Zagrebu). Studira godinu dana, te je 1916. godine mobiliziran (1. sv. rat je u tijeku). 1918. godine odlazi u Prag, gdje se upisuje na tamošnju Akademiju likovnih umjetnosti u klasi Vlahe Bukovca. Nakon studija 1924. zainteresiran za zidne tehnike slikarstva tj. fresko slikarstvo, odlazi u Pariz, na Sorbonni studira fresko-tehniku kod Marcel-Lenoira. Izlagao je u pariškim salonima. U Zagreb se vraća 1931. godine, od 1934. do 1938. likovno uređuje Koprive, radi oštre kritike fašizma (crtao je karikature Hitlera i Musolinija) politički je proganjan. Karikature crtao i u Kerempuhu. 1930-ih suočio se nerazumijevanjem sredine za avangardu. Poslije rata 1947. postaje profesor na Akademiji likovnih umjetnosti u Zagrebu, gdje radi do umirovljenja 1968. godine.
Umro je u Zagrebu, a pokopan na Gradskom groblju Varaždin.

## Umjetnički rad
Crtač je koji opisuje i definira. Zaokuplja ga forma, slike su mu izrazito uredne i neoklasičnog, prirodu i svijet promatra kroz geometrijske oblike. Uzori su mu Cézanne i Velázquez. 1930-ih je njegovao figuraciju, koja poprima odlike magičnog realizma u iskrenom prikazivanju zagorskog života. Poslije Drugoga svjetskog rata slika religijske teme, izrađujući freske za crkvu na Trsatu. Istom koncentracijom kojom je nekad stvarao zagorske motive, sada je stvarao krajolike i suptilne ugođaje Mediterana.
U svom dugogodišnjem slikarskom opusu okušao se u gotovo svim slikarskim tehnikama. Omiljeni su mu motivi iz svakodnevnog života, slika pejsaže, portrete, aktove. Osim klasičnog slikarstva, kao "Ives" crtao je karikature za humorističke listove Koprive i Kerempuh.